# Trešeta
Trešete (trešeta u Dalmaciji) (od talijanskog izvornika Tressette, Tresettey što znači tri sedmice) je talijanska kartaška igra udomaćena u Istri i na hrvatskom priobalju i otocima. Iznimno je popularna i lako se uči. 
Najčešće se igra s tršćanskim kartama (tal. Carte Triestine). Ima 40 karata u jednom "macu" (špilu). Po istim osnovnim pravilima igra se trešete s kužama (zvanjima ili akužanjem) (obično do 41 punta) i bez akužanja (obično do 31 punta). Klasičan Trešete igraju četiri igrača, u parovima dva protiv dva. Može se igrati i u dvoje.
Postoje različite varijacije igre i pravila ovisno o kraju gdje se igra.

## Miješanje i dijeljenje karata
Svi igrači naizmjenično, po redu, miješaju i dijele karte. Pravilno je dijeliti karte u smjeru kretanja kazaljki na satu. Nakon miješanja karata, prethodni djelitelj prediže karte ili "tuče" (udara rukom po macu). 
Ako su karte predignute, djelitelj dijeli po 5 karata svakom igraču naizmjenično, ukupno 10 karata svakome.
Ako su karte tučene (nisu predignute), djelitelj (ovisno o lokalnom običaju) bira hoće li dijeliti po 5 ili 10 karata svakom igraču.

## Pravila igre
Postoje 4 boje: kupe (kope), bate (baštone), špade i dinare. Unutar svakog zoga postoje karte od broja 1-7 i od 11-13. Unutar jednog zoga, najjača je trica (3), pa duja (2), as (1), kralj (13), konj (12), fanat (11) i dalje od sedmice (7) prema četvorki (4).
Kada četiri igrača igraju u parovima, svaki igrač dobije deset karata. Kako igrači dolaze na red, a prije nego što odigraju kartu, mogu zvati akužu. Igrači bacaju po jednu kartu naizmjenično, dok svi ne bace, a zatim najjača strana pokupi bačene karte. Time je završila jedna "ruka" te partije. Sljedeću ruku započinje igrač koji je "uzeo" prethodnu ruku najačom kartom. 
Kada igraju dva igrača, 20 karata okrenutih prema stolu ostaje u macu. Nakon svake ruke svaki igrač, počevši od pobjednika te ruke, "peška" (uzima) po jednu kartu s maca i započinje nova ruka, i tako dok se ne odigraju sve karte. Dobivena karta pokazuje se protivniku. 
Igru započinje igrač kojemu su prvom podijeljene karte. Bačena karta predstavlja zog u kojemu se igra ta ruka, te su igrači dužni odgovarati, odnosno baciti kartu iz istog zoga, ako je imaju. Igrač s najjačom kartom u zogu u kojem se igra ta ruka, kupi karte, prvi uzima novu kartu s maca i započinje novu ruku. Prva bačena karta može se "ubiti" samo jačom kartom istog zoga. 
Specifičnost igre u parovima je ta da komunikacija nije dopuštena za cijelo vrijeme igre, osim 2 unaprijed dogovorena znaka. To su tučem (busso, piko) i strišo. Ova dva znaka smije pokazati (reći) samo onaj igrač koji prvi baca kartu tu ruku. Komunikacija se tijekom igre odvija tako da igrači prate što protivnici i njihov partner bacaju, posebno u "škarat" (kada nemaju za odgovarati u istoj boji pa su prisiljeni bacati karte drugih boja). Na temelju bačenih karata i odvijanja igre procjenjuju u kojoj je boji jak njihov partner, odnosno protivnik.
- tučem znači "ubij najjačom kartom (tog zoga, očito) i vrati u isti zog". Koristi se kada prvi igrač ima dva od tri aduta (as, duja, trica) te on s tim "pita" suigrača je li u njega treći. Igrač tuče i kada ima samo jednu jaku kartu u nekoj boji, ali može razviti igru ako mu padnu druge jake karte. Tuče se i pri kraju partije, kada igrač zna u kojoj je boji jak njegov partner, ali ne može mu doći u tu boju pa ga traži da baci punte kako ne bi propali.

- strišo ima više značenja. U laičkoj varijanti znači "koji zog hoćeš da ti vratim? tj. u kojem zogu si jak?", no niti jedan iole ozbiljan igrač strišo ne upotrebljava u ovu svrhu jer time gubi jednu "franjku" (sigurnu) kartu. Strišo u ozbiljnoj igri može značiti "doći ću ti", odnosno igrač koji baca time govori partneru da zna gdje je jak i da će mu kada izigra svoje karte doći u njegovu boju. Također, strišo govori igrač kada ne želi da partner uzme njegovu kartu. U tom slučaju partner treba baciti što manju kartu kao znak da ima najjaču kartu u toj boji i da želi da se ta boja opet odigra.

## Brojanje punata
Tri bele čine 1 punat. As se broji kao 1 punat (bod), trica i dvica vrijedi 1 belu, a karte 4-7 zovu se "lišine" ili "škart" i ne donose punte. Kralj, konj i fanat vrijedi 1 belu. U kartama ima 10 i ⅔ punata i jedan nevidljivi punat ultima što znači da u igri ima ukupno 11 punata, pri čemu zadnji punat ultimu dobije igrač koji nosi zadnju ruku.
Igra se na do 31 punat (bez akužavanja) ili do 41 punat (s akužanjem).
Rezultati koji se mogu dobiti prebrojavanjem punata su:
- 0 – 11 ovisno tko dobije može biti i 11 – 0 (ova pobjeda se često u nekim krajevima naziva i kapot)
- 1 – 10 = 10 – 1
- 2 – 9 = 9 – 2
- 3 – 8 = 8 – 3
- 4 – 7 = 7 – 4
- 5 – 6 = 6 – 5

## Akužavanje
As, trica i duja istog zoga predstavljaju napolitanu i nose 3 punta. Pored toga 3 ili 4 punta nose 3 ili 4 ista asa, dvice ili trice (npr.: 3 asa). Obično se akuža prije nego što igrač baci prvu kartu, kad je njega red igrati (u prvoj ruci), dok postoji i varijanta u kojoj je dozvoljeno akužanje tijekom cijele igre (u pravilu također kad je igrača red bacit kartu, prije nego što je baci). Minimalno što jedan igrač može akužati je 3 punta:
- 3 trice ili
- 3 duje ili
- 3 asa.

Maksimalno što jedan igrač može akužati iz jedne ruke od 10 karata je 19 punata u različitim kombinacijama trica, duja i aseva, kao na primjer:
- 4 trice = 4 punta akuže (4 karte), plus
- 3 duje = 3 punta akuže (3 karte), plus
- 3 asa = 3 punta akuže (3 karte, ukupno 10 karata), plus 
  - napolitana po prvom zogu = 3 punta akuže, plus
  - napolitana po drugom zogu = 3 punta akuže, plus
  - napolitana po trećem zogu = 3 punta akuže.

Ukupno 19 punata; 10 punata iz karata trica, duja i aseva te 9 iz napolitana, spojeva trica, duja i aseva. Vjerojatnost dobivanja ove kombinacije karata je vrlo mala ali moguća.  

## Varanje
Najčešća varanja u trešeti su lažna akuža, koja izađe na vidjelo kad drugi igrač dobije kartu koju je netko akužao, i neodgovaranje, kada netko ne odigra kartu u zogu u kojem se igra ruka, a poslije odigra taj zog iako nije predigao kartu u tom zogu, te namještanje prilikom dijeljenja. Varanje se kažnjava tako da se drugi igrač (ili par) "nagradi" s 11 punata. Također pod varanjem se smatra svaka verbalna i u pojedinim slučajevima gestikularna komunikacija koja nije sadržana u tri znaka zvanja za igru (tučem, strišo i batim). Kazna za varanje je uvijek ista, protivničkom igraču ili ekipi piše se 11 punata.

## Trešetau troje
Trešeta se može igrati i u troje. Tada se izbacuje jedna četvorka (4) (ili u nekim verzijama sve četiri četvorke, radi lakšeg praćenja igre) te se dijeli svakom po 13 (odnosno 12) karata. Sva pravila ostaju ista, osim kod brojenja punata. Kako se može dogoditi da u jedan punat bude "podijeljen" među igračima, često se koristi pravilo da svi bele "viška" daju onom tko je skupio zadnju ruku.

## Trešeta uko manje
Ovo je možda još teža inačica trešete, uobičajeno nazivana Chi fa meno u Primorju, te u Istri, a i u Dalmaciji. Igra nije pretjerano zanimljiva u dvoje, nego se u pravilu igra s više igrača (iako je besmisleno ići iznad 6-7 igrača). Ne igra se u paru, nego svatko za sebe. Ako broj karata nije djeljiv s brojem igrača, izbacuje se potreban broj četvorki (ako je potrebno i petica, recimo kad je 7 igrača). Osnovna pravila su ista, dijeljenje, tko igra prvi, tko nosi, odgovaranje. Razlika je što akuža nosi negativne punte, a punti iz igre su pozitivni. Cilj je imati što manje punata, a igra završava kad netko izađe (sakupi 41 punat). Pobjednik je onaj s najmanje punata. Jedna dodatna zanimljivost je da ako igrač u jednoj ruci pokupi svih 11 punata, ne piše se + 11 nego negativni punti (- 11), pa je važno i spriječiti ostale igrače da ne skupe 11 punata.
Pri igranju trešete u ko manje pri manjem broju igrača postoji inačica kada je dopušteno tražiti kartu, točnije igrač najavljuje da će ići na osvajanje svih 11 punata u igri te za to traži kartu (jednu ili dvije ovisno o dogovoru igrača prije početka igre) jer su mu potrebne za taj pothvat. Na osvajanje svih 11 punata može se ići i bez traženja karte kako je i prije navedeno. 